# Abdulqader Hikmat Sarhan
Abdulqader Hikmat Sarhan (in arabo عبد القادر حكمت سرحان‎?; 19 agosto 1987) è un taekwondoka qatariota.
Ha partecipato ai Giochi di Pechino 2008, gareggiando nella categoria degli 80 kg.